# Sistema pi
En matemáticas, un sistema Π (o sistema pi) en un conjunto {\displaystyle \Omega } es una colección {\displaystyle P} de ciertos subconjuntos de {\displaystyle \Omega ,} de modo que:
- {\displaystyle P} es no vacío.
- Si {\displaystyle A,B\in P}, entonces {\displaystyle A\cap B\in P.}

Es decir, {\displaystyle P} es una familia no vacía de subconjuntos de {\displaystyle \Omega } que está cerrada bajo un número finito de intersectiones no vacías.
La importancia de los sistemas Π surge del hecho de que si dos medidas de probabilidad coinciden en un sistema Π, entonces coinciden en la Σ-álgebra generada por ese sistema Π. Además, si otras propiedades, como la igualdad de integrales, se cumplen para el sistema Π, entonces también se cumplen para el álgebra Σ generada. Este es el caso siempre que la colección de subconjuntos para los cuales se mantiene la propiedad es un sistema λ. Los sistemas Π también son útiles para comprobar la independencia de variables aleatorias.
Esto es deseable porque, en la práctica, los sistemas Π suelen ser más sencillos de trabajar que las álgebras Σ. Por ejemplo, puede resultar incómodo trabajar con álgebras Σ generadas por un número finito de conjuntos {\displaystyle \sigma (E_{1},E_{2},\ldots ).} Por lo tanto, se puede examinar la unión de todas las álgebras Σ generadas por un número finito de conjuntos {\textstyle \bigcup _{n}\sigma (E_{1},\ldots ,E_{n}).} Esto forma un sistema Π que genera el álgebra Σ deseada. Otro ejemplo es la colección de todos los intervalos de la recta real, junto con el conjunto vacío, que es un sistema Π que genera el muy importante álgebra Σ de Borel de subconjuntos de la recta real.

## Definiciones
Un Π-system es una colección no vacía de conjuntos {\displaystyle P} que está cerrada bajo intersecciones finitas no vacías, lo que equivale a que {\displaystyle P} contenga la intersección de dos de sus elementos cualesquiera.
S¨
i cada conjunto en este sistema Π es un subconjunto de {\displaystyle \Omega }, entonces se llama sistema Π en {\displaystyle \Omega .}
Para cualquier familia {\displaystyle \Sigma } de subconjuntos de {\displaystyle \Omega ,} que no esté vacío, existe un sistema Π {\displaystyle {\mathcal {I}}_{\Sigma },} llamado 'sistema Π generado por {\displaystyle {\boldsymbol {\varSigma }}}, ese es el único sistema Π más pequeño de {\displaystyle \Omega } que contiene cada elemento de {\displaystyle \Sigma .}
Es igual a la intersección de todos los sistemas Π que contienen {\displaystyle \Sigma ,} y puede describirse explícitamente como el conjunto de todas las posibles intersecciones finitas no vacías de elementos de {\displaystyle \Sigma :}
{\displaystyle \left\{E_{1}\cap \cdots \cap E_{n}~:~1\leq n\in \mathbb {N} {\text{and }}E_{1},\ldots ,E_{n}\in \Sigma \right\}.}
Una familia de conjuntos no vacía tiene la propiedad de la intersección finita si y solo si el sistema Π que genera no contiene el conjunto vacío como elemento.

## Ejemplos
- Para cualquier par de números reales {\displaystyle a} y {\displaystyle b,} los intervalos {\displaystyle (-\infty ,a]} forman un sistema Π, y los intervalos {\displaystyle (a,b]} forman un sistema Π si también se incluye el conjunto vacío.
- La topología (colección de conjuntos abiertos) de cualquier espacio topológico es un sistema Π.
- Cada filtro es un sistema Π. Cada sistema Π que no contiene el conjunto vacío es un prefiltro (también conocido como base de filtros).
- Para cualquier función medible {\displaystyle f:\Omega \to \mathbb {R} ,} el conjunto  {\displaystyle {\mathcal {I}}_{f}=\left\{f^{-1}((-\infty ,x]):x\in \mathbb {R} \right\}} define un sistema Π, y se denomina sistema Π generado por {\displaystyle f.}) Alternativamente, {\displaystyle \left\{f^{-1}((a,b]):a,b\in \mathbb {R} ,a<b\right\}\cup \{\varnothing \}} define un sistema Π generado por {\displaystyle f.}
- Si {\displaystyle P_{1}} y {\displaystyle P_{2}} son sistemas Π para {\displaystyle \Omega _{1}} y {\displaystyle \Omega _{2},} respectivamente, entonces {\displaystyle \{A_{1}\times A_{2}:A_{1}\in P_{1},A_{2}\in P_{2}\}} es un sistema Π para el producto cartesiano {\displaystyle \Omega _{1}\times \Omega _{2}.}
- Cada álgebra Σ es un sistema Π.

## Relación con los sistemasλ
Un sistema λ en {\displaystyle \Omega } es un conjunto {\displaystyle D} de subconjuntos de {\displaystyle \Omega ,} que satisfacen
- {\displaystyle \Omega \in D.}
- Si {\displaystyle A\in D}, entonces {\displaystyle \Omega \setminus A\in D.}
- Si {\displaystyle A_{1},A_{2},A_{3},\ldots } es una secuencia de subconjuntos disjuntos (dos a dos) en {\displaystyle D}, entonces {\displaystyle \textstyle \bigcup \limits _{n=1}^{\infty }A_{n}\in D.}

Si bien es cierto que cualquier álgebra Σ satisface las propiedades de ser tanto un sistema Π como un sistema λ, no es cierto que cualquier sistema Π sea un sistema λ), y además no es cierto que cualquier sistema Π sea un álgebra Σ. Sin embargo, una clasificación útil es que cualquier sistema de conjuntos que sea a la vez un sistema λ y un sistema Π es un álgebra Σ. Esto se utiliza como paso para demostrar el teorema Π-λ.

### El teoremaΠ-λ
Sea {\displaystyle D} un sistema λ y sea  {\displaystyle {\mathcal {I}}\subseteq D} un sistema Π contenido en {\displaystyle D.} El teorema Π-λ establece que el álgebra Σ {\displaystyle \sigma ({\mathcal {I}})} generada por {\displaystyle {\mathcal {I}}} está contenida en {\displaystyle D~:~} {\displaystyle \sigma ({\mathcal {I}})\subseteq D.}
El teorema Π-λ se puede utilizar para demostrar muchos resultados elementales en teoría de la medida. Por ejemplo, se utiliza para demostrar la afirmación de la unicidad según el teorema de extensión de Carathéodory para medidas finitas de Σ.
El teorema Π-λ está estrechamente relacionado con el teorema de la clase monótona, que proporciona una relación similar entre clases monótonas y álgebras, y puede usarse para deducir muchos de los mismos resultados. Dado que los sistemas Π son clases más simples que las álgebras, puede ser más fácil identificar los conjuntos que se encuentran en ellos, mientras que, por otro lado, comprobar si la propiedad bajo consideración determina un sistema λ suele ser relativamente fácil. A pesar de la diferencia entre los dos teoremas, el teorema Π-λ a veces se denomina teorema de la clase monótona.

#### Ejemplo
Sean {\displaystyle \mu _{1},\mu _{2}:F\to \mathbb {R} } dos medidas en el álgebra Σ {\displaystyle F,} y supóngase que {\displaystyle F=\sigma (I)} es generado por un sistema Π {\displaystyle I.} Si
1. {\displaystyle \mu _{1}(A)=\mu _{2}(A)} para todos los {\displaystyle A\in I,} y
2. {\displaystyle \mu _{1}(\Omega )=\mu _{2}(\Omega )<\infty ,}

entonces {\displaystyle \mu _{1}=\mu _{2}.}
Esta es la afirmación de unicidad del teorema de extensión de Carathéodory para medidas finitas. Si este resultado no parece muy notable, considérese el hecho de que normalmente es muy difícil o incluso imposible describir completamente cada conjunto en el álgebra Σ, por lo que el problema de igualar medidas sería completamente inútil sin dicha herramienta.
'Idea de la demostración
Defínase la colección de conjuntos
{\displaystyle D=\left\{A\in \sigma (I)\colon \mu _{1}(A)=\mu _{2}(A)\right\}.}
Según el primer supuesto, {\displaystyle \mu _{1}} y {\displaystyle \mu _{2}} son concordantes en {\displaystyle I} y, por lo tanto, en {\displaystyle I\subseteq D.}. Según el segundo supuesto, {\displaystyle \Omega \in D,} y además se puede demostrar que {\displaystyle D} es un sistema λ. Del teorema Π-λ se deduce que {\displaystyle \sigma (I)\subseteq D\subseteq \sigma (I),} y por lo tanto, {\displaystyle D=\sigma (I).} Es decir, las medidas concuerdan en {\displaystyle \sigma (I).}

## SistemasΠen probabilidad
Los sistemas Π se utilizan más comúnmente en el estudio de la teoría de la probabilidad que en el campo general de la teoría de la medida. Esto se debe principalmente a nociones probabilísticas como la independencia, aunque también puede ser consecuencia del hecho de que el teorema Π-λ fue demostrado por el probabilista Eugene Dynkin. Los textos de teoría de medidas estándar suelen demostrar los mismos resultados mediante clases monótonas, en lugar de sistemas Π.

### Igualdad en la distribución
El teorema Π-λ motiva la definición común de la distribución de probabilidad de una variable aleatoria {\displaystyle X:(\Omega ,{\mathcal {F}},\operatorname {P} )\to \mathbb {R} } en términos de su función de distribución. Recuérdese que la distribución acumulativa de una variable aleatoria se define como
{\displaystyle F_{X}(a)=\operatorname {P} [X\leq a],\qquad a\in \mathbb {R} ,}
mientras que la ley aparentemente más general de la variable es la medida de probabilidad
{\displaystyle {\mathcal {L}}_{X}(B)=\operatorname {P} \left[X^{-1}(B)\right]\quad {\text{for all }}B\in {\mathcal {B}}(\mathbb {R} ),}
donde {\displaystyle {\mathcal {B}}(\mathbb {R} )} es el álgebra δ de Borel. Las variables aleatorias {\displaystyle X:(\Omega ,{\mathcal {F}},\operatorname {P} )\to \mathbb {R} } e {\displaystyle Y:({\tilde {\Omega }},{\tilde {\mathcal {F}}},{\tilde {\operatorname {P} }})\to \mathbb {R} } (en dos espacios de probabilidad que pueden ser diferentes) son iguales en distribución (o leyes), denotadas por {\displaystyle X\,{\stackrel {\mathcal {D}}{=}}\,Y,} si tienen las mismas funciones de distribución acumulativa; es decir, si {\displaystyle F_{X}=F_{Y}.} La motivación para la definición surge de la observación de que si {\displaystyle F_{X}=F_{Y},} entonces eso es exactamente decir que {\displaystyle {\mathcal {L}}_{X}} y {\displaystyle {\mathcal {L}}_{Y}} concuerdan en el sistema Π {\displaystyle \{(-\infty ,a]:a\in \mathbb {R} \}} que genera {\displaystyle {\mathcal {B}}(\mathbb {R} ),} y por lo tanto, según el ejemplo anterior: 
{\displaystyle {\mathcal {L}}_{X}={\mathcal {L}}_{Y}.}
Un resultado similar es válido para la distribución conjunta de un vector aleatorio. Por ejemplo, supóngase que {\displaystyle X} e {\displaystyle Y} son dos variables aleatorias definidas en el mismo espacio de probabilidad {\displaystyle (\Omega ,{\mathcal {F}},\operatorname {P} ),} con los sistemas Π {\displaystyle {\mathcal {I}}_{X}} y {\displaystyle {\mathcal {I}}_{Y}.} generados respectivamente. La función de distribución acumulativa conjunta de {\displaystyle (X,Y)} es
{\displaystyle F_{X,Y}(a,b)=\operatorname {P} [X\leq a,Y\leq b]=\operatorname {P} \left[X^{-1}((-\infty ,a])\cap Y^{-1}((-\infty ,b])\right],\quad {\text{for all }}a,b\in \mathbb {R} .}
Sin embargo, {\displaystyle A=X^{-1}((-\infty ,a])\in {\mathcal {I}}_{X}} y {\displaystyle B=Y^{-1}((-\infty ,b])\in {\mathcal {I}}_{Y}} porque
{\displaystyle {\mathcal {I}}_{X,Y}=\left\{A\cap B:A\in {\mathcal {I}}_{X},{\text{and }}B\in {\mathcal {I}}_{Y}\right\}}
es un sistema Π generado por el par de variables aleatorias {\displaystyle (X,Y),} el teorema Π-λ se utiliza para demostrar que la función de distribución acumulativa conjunta es suficiente para determinar la ley conjunta de {\displaystyle (X,Y).} En otras palabras, {\displaystyle (X,Y)} y {\displaystyle (W,Z)} tienen la misma distribución si y solo si tienen la misma función de distribución acumulativa conjunta.
En la teoría de procesos estocásticos, se sabe que dos procesos {\displaystyle (X_{t})_{t\in T},(Y_{t})_{t\in T}} tienen la misma distribución si y solo si coinciden en todas las distribuciones de dimensión finita; es decir, para todos los {\displaystyle t_{1},\ldots ,t_{n}\in T,\,n\in \mathbb {N} ,}
{\displaystyle \left(X_{t_{1}},\ldots ,X_{t_{n}}\right)\,{\stackrel {\mathcal {D}}{=}}\,\left(Y_{t_{1}},\ldots ,Y_{t_{n}}\right).}
La prueba de ello es otra aplicación del método del teorema Π-&lambda.

### Variables aleatorias independientes
La teoría del sistema Π juega un papel importante en la noción probabilística de independencia. Si {\displaystyle X} e {\displaystyle Y} son dos variables aleatorias definidas en el mismo espacio de probabilidad {\displaystyle (\Omega ,{\mathcal {F}},\operatorname {P} )}, entonces las variables aleatorias son independientes si y solo si sus sistemas Π {\displaystyle {\mathcal {I}}_{X},{\mathcal {I}}_{Y}} satisfacen para todo {\displaystyle A\in {\mathcal {I}}_{X}} y {\displaystyle B\in {\mathcal {I}}_{Y},}
{\displaystyle \operatorname {P} [A\cap B]~=~\operatorname {P} [A]\operatorname {P} [B],}
es decir, {\displaystyle {\mathcal {I}}_{X},{\mathcal {I}}_{Y}} son independientes. En realidad, este es un caso especial del uso de sistemas Π para determinar la distribución de {\displaystyle (X,Y).}

#### Ejemplo
Sea {\displaystyle Z=\left(Z_{1},Z_{2}\right),} donde {\displaystyle Z_{1},Z_{2}\sim {\mathcal {N}}(0,1)} son variables aleatorias normales estándar independientes e idénticamente distribuidas. Defínanse las variables de radio y argumento (arctan)
{\displaystyle R={\sqrt {Z_{1}^{2}+Z_{2}^{2}}},\qquad \Theta =\tan ^{-1}\left(Z_{2}/Z_{1}\right).}
Entonces, {\displaystyle R} y {\displaystyle \Theta } son variables aleatorias independientes.
Para probar esto, es suficiente demostrar que los sistemas Π {\displaystyle {\mathcal {I}}_{R},{\mathcal {I}}_{\Theta }} son independientes: es decir, para todos {\displaystyle \rho \in [0,\infty )} y {\displaystyle \theta \in [0,2\pi ],}
{\displaystyle \operatorname {P} [R\leq \rho ,\Theta \leq \theta ]=\operatorname {P} [R\leq \rho ]\operatorname {P} [\Theta \leq \theta ].}
Confirmar que este es el caso es un ejercicio de cambio de variables. Fíjese {\displaystyle \rho \in [0,\infty )} y {\displaystyle \theta \in [0,2\pi ],} entonces la probabilidad se puede expresar como una integral de la función de densidad de probabilidad de {\displaystyle Z.}
{\displaystyle {\begin{aligned}\operatorname {P} [R\leq \rho ,\Theta \leq \theta ]&=\int _{R\leq \rho ,\,\Theta \leq \theta }{\frac {1}{2\pi }}\exp \left({-{\frac {1}{2}}(z_{1}^{2}+z_{2}^{2})}\right)dz_{1}\,dz_{2}\\[5pt]&=\int _{0}^{\theta }\int _{0}^{\rho }{\frac {1}{2\pi }}e^{-{\frac {r^{2}}{2}}}\;r\,dr\,d{\tilde {\theta }}\\[5pt]&=\left(\int _{0}^{\theta }{\frac {1}{2\pi }}\,d{\tilde {\theta }}\right)\;\left(\int _{0}^{\rho }e^{-{\frac {r^{2}}{2}}}\;r\,dr\right)\\[5pt]&=\operatorname {P} [\Theta \leq \theta ]\operatorname {P} [R\leq \rho ].\end{aligned}}}